# Rechaïga
Rechaïga, anciennement De Foucaud à l'époque des départements français d'Algérie, est une commune de la wilaya de Tiaret en Algérie.

## Politique et administration
| Période                                  | Période | Identité        | Étiquette | Qualité |
| ---------------------------------------- | ------- | --------------- | --------- | ------- |
| 2012                                     | 2016    | Mokhtar Yahi    | FLN       |         |
| 2016                                     | 2017    | Manseur Louakel | FLN       |         |
| 2017                                     | 2022    | Manseur Louakel | RND       |         |
| Les données manquantes sont à compléter. |         |                 |           |         |